# Magne-Oriental
Le dème du Magne-Oriental (grec moderne : Δήμος Ανατολικής Μάνης, Dhímos Anatolikís Mánis) est un dème (municipalité) de la périphérie du Péloponnèse, dans le district régional de Laconie, en Grèce. 
Il a été créé sous sa forme actuelle dans le cadre du programme Kallikratis (2010) par la fusion des anciens dèmes de Gýthio, du Smýnos, d’Ítylo et du Magne-Oriental, devenus des districts municipaux.
Son siège est la localité de Gýthio, sa capitale historique celle d'Aréopoli.

## Subdivisions

### District du Magne-Oriental
6 communautés localesː 
- Drymos
- Exo Nymfi
- Kokkala
- Kotronas
- Lágia
- Pyrrichos

### District de Gýthio
Une communauté municipale (Gýthio) et 17 communautés locales.
- Agios Vasileios
- Aigies
- Chosiari
- Drosopigi
- Gytheio
- Kalyvia
- Karvelas
- Karyoupoli
- Konakia
- Krini
- Lygereas
- Marathea
- Myrsini
- Neochori
- Platanos
- Sidirokastro
- Skamnaki
- Skoutári

### District d’Ítylo
18 communautés locales, dont Ítylo.
- Álika
- Ano Boularioi
- Areópoli
- Dryalos
- Germa
- Geroliménas
- Karea
- Kelefa
- Koita
- Koúnos
- Kryoneri
- Mina
- Néo Ítylo
- Ítylo
- Pyrgos Dirou
- Tsikkalia
- Vachos
- Váthia

### District du Smynos
10 communautés locales. Il tient son nom du fleuve Smynos ou Smènos, plus généralement connu sous les noms de Platy Potami ou Potami Vardounias (« fleuve de Vardounia », nom traditionnel de la région),
- Agios Nikolaos
- Archontiko
- Kastania
- Kokkina Louria
- Melissa
- Melitini
- Palaiovrysi
- Petrina
- Prosili
- Selegoudi